# کامرون، شهرستان کرن، کالیفرنیا
کامرون (به انگلیسی: Cameron) یک منطقهٔ مسکونی در ایالات متحده آمریکا است که در شهرستان کرن، کالیفرنیا واقع شده‌است. کامرون ۱٬۱۵۹ متر بالاتر از سطح دریا واقع شده‌است.